# レオナード・オクトマン
レオナード・オクトマン（Leonard Ochtman、1854年10月21日 - 1935年）はオランダ生まれのアメリカ合衆国の画家である。印象派の画家で、風景画を描いた。コネチカット州のグリニッジの「コスコブ芸術コロニー」の初期からのメンバーで、グリニッジ芸術家協会(Greenwich Society of Artists)の創立者の一人である。

## 略歴
オランダのゾンネメレ(Zonnemaire)に装飾画家の息子に生まれたが、一家は1866年にアメリカ合衆国、ニューヨーク州のオールバニに移った。オールバニの木工所で製図工として働いた後、1879年にニューヨークに出て、オールバニ出身の画家のチャールズ・ウォーレン・イートン(1857–1937)と一緒に住み、画家の修行を始めた。
ニューヨークで、アメリカにおける「印象派」のスタイルを発展させた画家たちのグループに加わった。1879年にアート・スチューデンツ・リーグ・オブ・ニューヨークで授業を受けたが、独学で自らのスタイルを築いた画家とされる。ニューヨークでしばらく、オクトマンはアメリカ合衆国における風景画のスタイルに大きい影響を与えたジョージ・イネス(1825-1894)のスタジオと同じ建物に持ち、イネスとお互いの作品を認め合った。1882年からナショナル・アカデミー・オブ・デザインの展覧会への出展を始めた。
1886年にヨーロッパに渡り、オランダの風景画家たち、「ハーグ派」のヤコブ・マリスやアントン・モーヴから影響を受けた。1887年に帰国し、ニューヨークで活動し、ロングアイランド湾やとコネチカットの田舎の風景を描いた。1904年にナショナル・アカデミー・オブ・デザインの会員に選ばれた。
印象派の画家、ミーナ・フォンダ(Mina Fonda Ochtman:1862–1924)と結婚し、夫妻は1891年にコネチカットのグリニッジの隣町ミアナスに住んだ。1889年にジョン・ヘンリー・トワックトマンがグリニッジのコスコブ(Cos Cob)に住むようになり、さらにトワックトマンの友人が集まり「コスコブ芸術コロニー」が形成された。この地域で活動した画家にはフレデリック・チャイルド・ハッサム、ジュリアン・オールデン・ウィアー、エルマー・マクレー、セオドア・ロビンソンらがいた。オクトマンはグリニッジに集まった若い芸術家を指導した。
1912年に友人の彫刻家のエドワード・クラーク・ポッターとグリニッジ芸術家協会を設立し、グリニッジのブルース博物館(Bruce Museum of Arts and Science)の設立に寄与した。グリニッジ芸術家協会では初代の副会長、2代目の会長を務め、博物館の美術の初代の学芸員を務めた。

## 作品

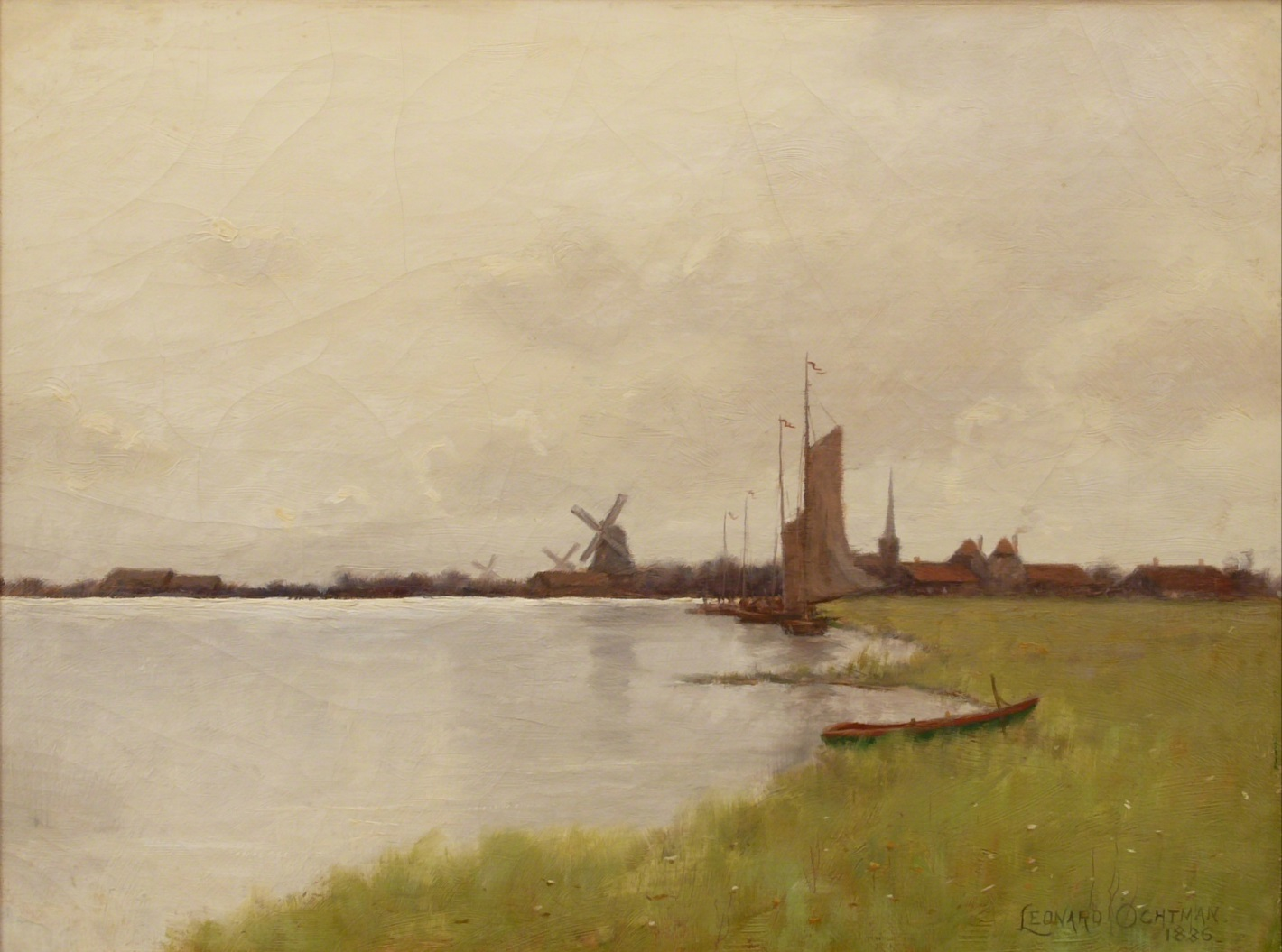
「オランダの風景」
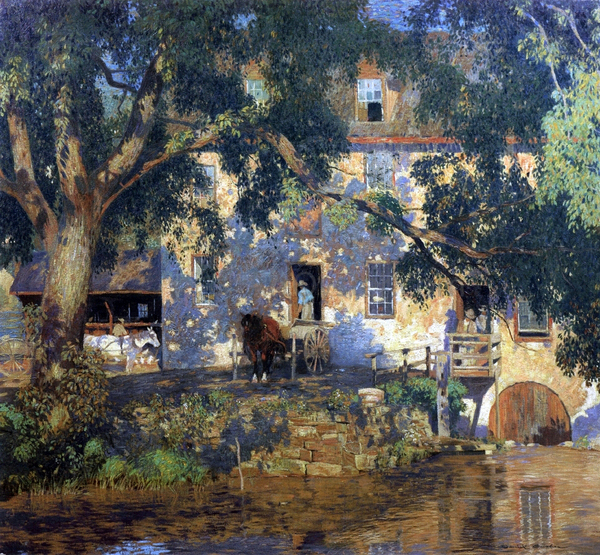
「Old Mill」
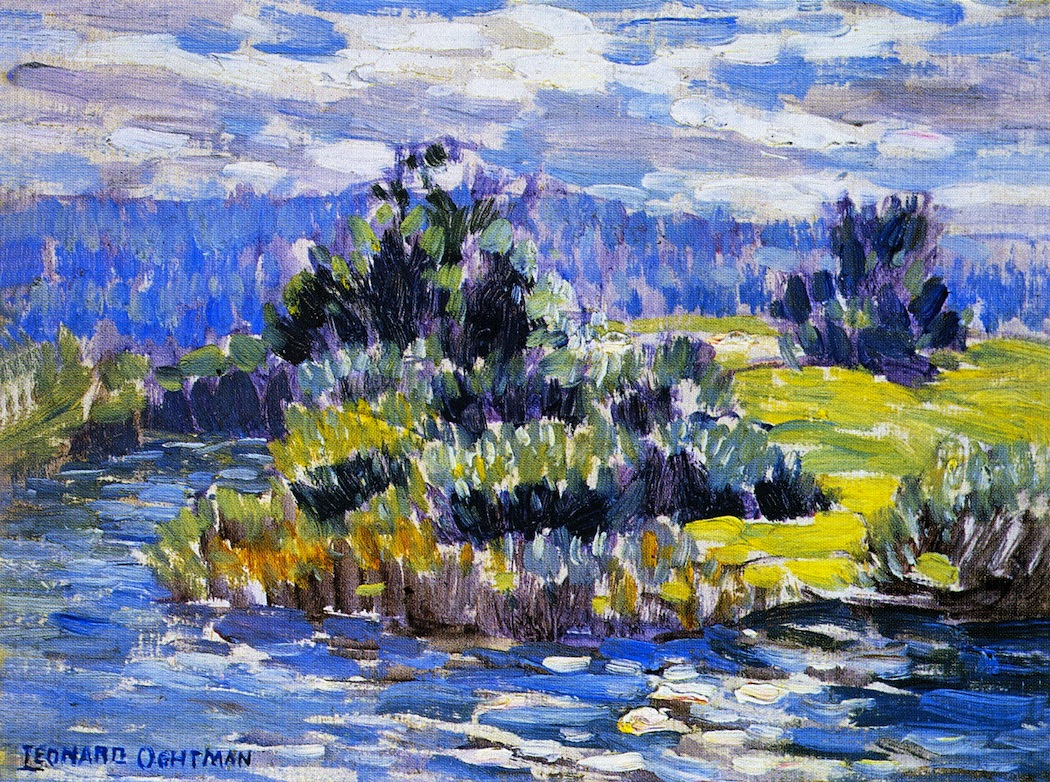
「Bleu landscape」
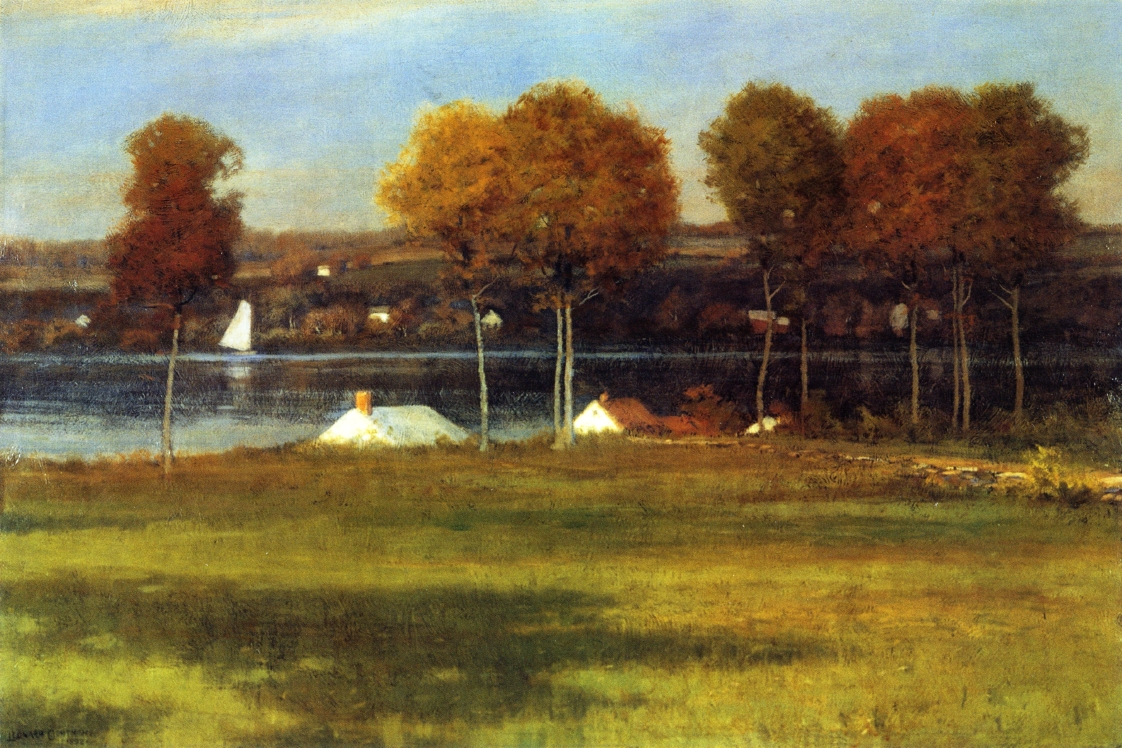
Mianus river